# Bund deutscher Baumschulen
Der Bund deutscher Baumschulen (BdB) ist die berufsständische Vereinigung und Interessenvertretung der Baumschulen in Deutschland, in der Rechtsform eines eingetragenen Vereins mit Sitz in Berlin. Der BdB ist in 16 Landesverbände unterteilt, in denen zum großen Teil kleine und mittelständische Unternehmen organisiert sind.

## Interessen und Ziele
Der BdB setzt sich für begrünte Städte und Landschaften ein. Das umfasst neben öffentlichen Parks auch private Gärten. Darüber hinaus zählen auch höhere staatliche Investitionen im Bereich „Stadtgrün“ zu den Interessen des Bundes. Der Verband fordert ein Investitionsprogramm, das für alle Neubauvorhaben, insbesondere in den Städten, eine Quote von fünf Prozent der Bausumme für lebendiges Grün festschreibt. Dazu gehört auch die Schaffung einer Infrastruktur zur Pflege durch Fachkräfte aus Betrieben des BsB. Der Bereich der „Baumforschung“ in den Betrieben des Verbandes wird unterstützt, um standortangepasste Gehölze zu identifizieren und für die natürliche Luftverbesserung zu nutzen. Der Verband setzt sich außerdem für einen Erhalt und Schutz der Alleebäume ein und fordert eine nationale Strategie für grüne Stadtentwicklung, die alle staatlichen, wissenschaftlichen und fachberuflichen Fachleute zusammenbringt.
Der BdB unterstützt die Behörden in ihren Maßnahmen, neuartige Schaderreger, wie den asiatischen Laubholzbockkäfer oder den karibischen Pilz Xylella fastidiosa, an einer eventuellen Ausbreitung in Deutschland zu hindern. Er setzt für Baumschulgehölze Standards für gleichbleibende Qualität und definierte Gestalt fest. Diese Gütebestimmungen sind im Regelwerk „Gütebestimmungen für Baumschulpflanzen“ der Forschungsgesellschaft Landschaftsentwicklung Landschaftsbau (FLL), das Teil der DIN ist, beschrieben. Neben diesen Gütebestimmungen ist der BdB Urheber weiterer qualitativer Standards. Die vom Verband vertretenen „zertifizierten Markenbaumschulen“ sind alle nach dem Standard der gemeinsamen Agrarpolitik der EU zertifiziert. Gemeinsam mit dem Bundessortenamt betreibt der BdB traditionell die sogenannte „Deutsche Gehölzsichtung“ und die „Allgemeine deutsche Rosenneuheitenprüfung“. Die vom Bundesgesetzgeber geforderten gebietseigenen Gehölze für die Verwendung in der freien Natur, werden über die Zertifizierungsgemeinschaft gebietseigener Gehölze mit externen Prüfern überprüft und zertifiziert.

## Ausbildung
Der BdB wirbt für den Ausbildungsberuf des Baumschulgärtners. Dies setzt er mit seiner Werbekampagne „Zukunft Grün“ um. Die dem Verband angeschlossenen Betriebe werden bei der Ausbildungswerbung unterstützt. Dazu gehört, dass der Verband seine Mitglieder dazu animiert, Tage der offenen Tür für Schülerinnen und Schüler zu veranstalten.

## Organisation
Die Organe des BdB sind die Mitgliedervertreterversammlung, das Präsidium und der Hauptausschuss.
Die Mitgliedervertreterversammlung besteht aus Mitgliedervertretern der Landesverbände. Sie entscheidet in allen Angelegenheiten (z. B. Wahl der Mitglieder des Präsidiums, Beschlussfassungen über Satzungsänderungen), soweit sie nicht den anderen Organen des BdB durch Satzung ausdrücklich übertragen worden sind.
Der BdB wird von einem sechsköpfigen Präsidium geleitet und besteht aus Präsident, Vizepräsidenten und Schatzmeister. Sie bilden gemeinsam den Vorstand des Verbandes. Der Präsident ist Hajo Hinrichs. Er wird von den beiden Vize-Präsidenten Friedhelm Türich und Gabriele Bschorr unterstützt.
Der Hauptausschuss besteht aus dem Präsidium und den Vorsitzenden der 16 Landesverbände sowie der Zweigverbände. Er entscheidet operative Fragen von Gewicht und darf das Präsidium beraten.
Über 30 ständig, ehrenamtlich besetzte Gremien diskutieren und bearbeiten die aktuellen Fragestellungen innerhalb des Verbandsgeschehens auf Bundesebene. Sie beraten das Präsidium in allen Fragen, die sich aus den ihnen zugewiesenen Arbeitsgebieten ergeben. Die Arbeitsgremien des BdB gliedern sich in die Bereiche Wirtschaftspolitik, Produktion und Marketing und beschäftigen sich hier jeweils mit einem klar umrissenen Teilbereich der Produktion und des Handels mit Gehölzen.
Die vom Ehrenamt getragenen Aktivitäten werden auf Bundesebene durch den BdB-Hauptgeschäftsführer und sechs hauptamtlich tätige Mitarbeiter in der BdB-Bundesgeschäftsstelle in Berlin unterstützt. Darüber hinaus gibt es die Bund deutscher Baumschulen Service Gesellschaft mbH (BSG). Die Arbeit des Verbandes wird von ehrenamtlich tätigen Unternehmer der Baumschulwirtschaft geleistet.
Zum Netzwerk der Baumschulwirtschaft zählen auch weitergehende Aktivitäten in anderen Institutionen. So engagiert sich der Verband in der Stiftung „Die grüne Stadt“, zu deren Stiftern er zählt. Im Jahr 2015 wurden mit Hilfe der Broschüre „Bäume in der Stadt“ zahlreiche Kommunen über die Wuchsbedingungen und die Wirkung von Bäumen im Stadtraum informiert. Der BdB eröffnete als Mitgesellschafter der Deutschen Bundesgartenschaugesellschaft (DBG) die Bundesgartenschau 2015.
Der Bund deutscher Baumschulen ist Mitglied der European Nursery Stock Association (ENA) und als offizieller Lobbyverband beim Europäischen Parlament seit 2014 registriert. 2015 engagierte sich die ENA für die Baumschulbranche in der EU-Pflanzenschutzrichtlinie, den Neuregelungen in Bezug auf invasive Arten und den Regeln für den internationalen Pflanzenverkehr.
Zum BdB gehört das Dienstleistungsunternehmen Bund deutscher Baumschulen Service Gesellschaft mbH (BSG), das 1996 mit dem Ziel gegründet wurde, die Baumschulwirtschaft zu fördern. Das Stammgeschäft der BSG ist die Pflege und der Vertrieb eines Artikelstammes mit über 300.000 Gehölz- und Staudenartikel. Zusätzlich wird die bundesweite Prüfung gebietseigener Gehölze organisiert, ein Qualitätssicherungssystem, das den Anforderungen des Bundesnaturschutzgesetzes (§ 40, Abs. 4) entspricht. Des Weiteren wickelt die BSG die Qualitätsprüfungen der Allgemeinen Deutschen Rosenneuheitenprüfung (ADR) sowie der zertifizierten Markenbaumschulen ab.

## Zahlen
- Baumschulbetriebe: 1.800 (2013) = 25,4 % aller Gartenbaubetriebe
- Arbeitskräfte insgesamt: 11.400 (2013)
- Auszubildende: 828 (2013)
- Kulturflächen: 23.900 ha (2013) = 9,2 % der gärtnerisch genutzten Flächen
- Produktionswert / Verkaufserlöse (für 2014 geschätzt): 829 Mio. Euro (2014) = 16,2 % der Erlöse des Gartenbaus

Quelle: Ertragslage des Garten- und Weinbaus 2015 mit Daten des Wirtschaftsjahres 2013/14, BMEL (unter Nutzung von Angaben des Statistischen Bundesamtes)